# 中太平洋

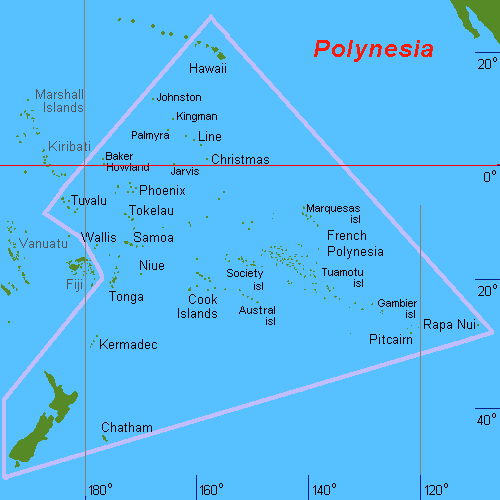
波利尼西亚三角位於中太平洋以內的範圍。

中太平洋本來是一個氣象學才會有的地理名詞，指在西太平洋和東太平洋之間的西經140度至國際換日線之間生成的颶風的所在地。
這範圍泛指夏威夷本島及鄰近島嶼。
在中太平洋成生的颱風，一般若不是在海上自然消散，通常都會繼續西進，從而對西太平洋國家造成威脅。
這個地理名詞現時也有被海洋動物界借用，指示位於太平洋板塊上在這範圍內出現的動物的棲息地。然而，由於夏威夷的位置剛巧位於波利尼西亚三角最北的頂端，對於南太平洋屬於中太平洋的範圍其實未有共識。事實上，這些島嶼更常被歸類為「南太平洋群島」。事實上，有時文獻中提及的「中太平洋」，實際上位於這個範圍以東。

## 參看
- 東太平洋海隆